# Останнє Різдво 90-х
«Останнє Різдво 90-x» — різдвяний альбом української співачки Руслани. В Україні вийшов 5 грудня 1999.
Музика альбому, що написана спеціально для однойменного фільму Руслани, поєднала непоєднуване. Це стихійний синтез: ритм-енд-блюз, симфо-рок, хорал, балада, етнік, соул, реп та море всього, що створено на сьогоднішній день музикантами. Крім того — всім добревідомі різдвяні колядки, такі як «Тиха ніч», «Добрий вечір», «Радуйся» (Гендель).

## Список пісень
1. «Чудо із чудес…» / «Алілуя!» — автор слів і музики — Василь Кондратюк
2. «In Excelsis Deo»
3. «Коляда»
4. «Добрий вечір тобі…»
5. «Радуйся, світ!»
6. «Тиха ніч»
7. «Різдвяна тема» (виконання в живу)
8. Інтродукція до фільму «Різдво з Русланою» «Тиха ніч» (live)
9. «Чудо із чудес…» / «Алілуя!» (live)
10. «Радуйся, світ!» (інструментальна версія)
11. «Добрий вечір тобі…» (інструментальна версія)